# Прапор Вашингтону
Прапор Вашингтону (англ. Flag of Washington) — один із символів американського штату Вашингтон. Єдиний прапор США із зеленим полотнищем, а також із зображенням президента США.

## Опис прапора
Прапор являє собою прямокутне полотнище темно-зеленого кольору, що символізує прізвисько штату — «Вічнозелений штат». У центрі знаходиться печатка штату Вашингтон, на якій зображений портрет першого президента США Джорджа Вашингтона, і по колу, на золотому фоні, напис: «Емблема штату Вашингтон 1889».
Кожен прапор повинен мати офіційні ідентичні печатки, по одній на кожній стороні прапора і розміщені так, щоб центр кожної печатки був розташований строго по центру прапора. Печатка може мати зазубрений край.
Розмір прапора і діаметр печатки виконуються згідно з наведеною таблицею. При виготовленні прапора інших розмірів, ширина прапора повинна відноситися до його довжини як 5/8, діаметр печатки до довжини прапора 1/3.
| Розмір прапора фути | Діаметр друку дюйми |
| 3×5                 | 19                  |
| 4×6                 | 25                  |
| 5×8                 | 31                  |
| ------------------- | ------------------- |

## Виготовлення прапора
Оскільки емблема повинна бути виконана з обох сторін, цей прапор — найдорожчий державний прапор у Сполучених Штатах. Особи, які бажають виготовити прапор штату Вашингтон мають надіслати дві копії їх версії прапора Держсекретареві штату Вашингтон. Якщо вони будуть схвалені, секретар відсилає одну копію прапора тому виробнику з позначкою «схвалено», а другий залишається у нього для контролю.
Емблема штату може бути виготовлена вишивкою, фарбою і методом друку. По краях прапора може використовуватися бахрома, яка має той же відтінок, що і кільце з написом на емблемі.